# Ранульф де Жернон, 4-й граф Честер
Ранульф де Жернон (фр. Ranulph de Gernon; ок. 1099—1153) — англонормандский аристократ, 2/4-й граф Честер, виконт д'Авранш и де Байё с 1128 года, один из наиболее влиятельных английских баронов первой половины XII века и активный участник гражданской войны в Англии 1135—1154 гг.

## Биография

### Юность и начало гражданской войны
Ранульф был сыном Ранульфа ле Мешена, графа Честера, виконта д’Авранша и виконта де Байё, и некой Люси из Болингброка, наследнице земель в Линкольншире. Своё прозвище Ранульф получил по месту своего рождения — нормандскому замку Жернон. После смерти своего отца в 1128 или 1129 году Ранульф стал обладателем обширных земельных владений в Нижней Нормандии (Авраншен, Бессен) и Англии (Чешир, Ланкашир и земли в Линкольншире). В качестве графа Честера Ранульф де Жернон управлял Честерской маркой — особым административным образованием на границе с Уэльсом, обладавшим широкой степенью внутренней автономии и развитой военной системой. Чеширская марка доминировала в северной части англо-валлийского пограничья и контролировала восточные области Гуинета. Кроме того под влиянием Ранульфа де Жернона фактически находилась вся северо-западная Англия к северу от Чешира (Ланкашир, Камберленд), хотя его отец был вынужден уступить около 1121 года Карлайл и другие владения в Камберленде королю. Таким образом, Ранульф являлся одним из наиболее богатых и могущественных аристократов Англо-Нормандской монархии. По несколько преувеличенному утверждению автора «Деяний короля Стефана», граф Честер контролировал почти треть Англии.
После смерти английского короля Генриха I в 1135 году Ранульф де Жернон поддержал вступление на престол Стефана Блуаского. Однако его права на корону оспорила дочь Генриха I императрица Матильда, на стороне которой выступил и шотландский король Давид I. В 1136 году шотландцы вторглись на территорию Северной Англии, захватили Карлайл, Алнвик, Норгем и Ньюкасл. Для достижения примирения с Давидом I Стефан был вынужден уступить ему Карлайл и Донкастер. Это вызвало возмущение Ранульфа де Жернона, который также претендовал на Карлайл. В 1139 году между Стефаном и Давидом I был заключён Даремский договор, в соответствии с которым во владение Генриха Хантингдонского, сына шотландского короля, передавался не только Камберленд, но и Нортумберленд, Уэстморленд и северный Ланкашир. Влияние Ранульфа де Жернона в Северной Англии было подорвано.

### Битва при Линкольне

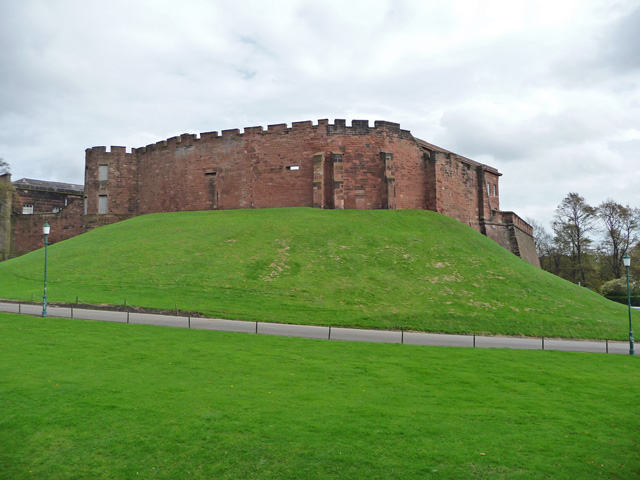
Замок Честер

См. также: Битва при Линкольне (1141).

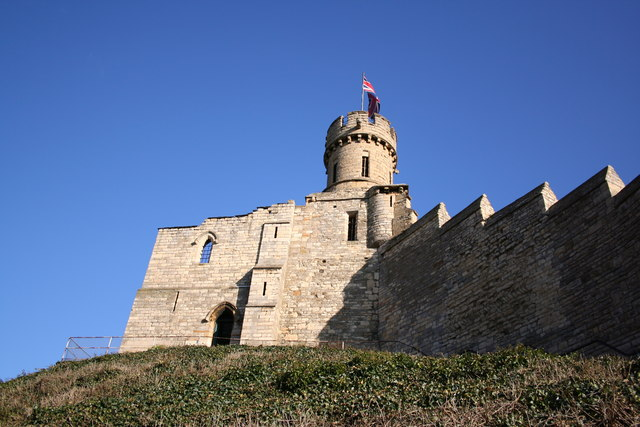
Замок Линкольн

Передача Камберленда и Ланкашира Генриху Хантингдонскому привела к тому, что Ранульф де Жернон стал сближаться с партией сторонников императрицы Матильды. В сентябре 1140 года Ранульф организовал заговор с целью убийства Генриха Хантингдонского, возвращавшегося в Шотландию после почестей, оказанных ему при дворе Стефана. Ранульфу вместе со своим сводным братом Вильгельмом де Румаром удалось захватить замок Линкольн, находящийся на пути Генриха в Шотландию. О заговоре стало известно королю, который сопровождал Генриха, однако Стефан, нежелая разрыва с одним из крупнейших английских баронов, был вынужден пойти на компромисс: он согласился передать Ранульфу де Жернону Линкольн и Дерби, а также полномочия шерифа в Линкольншире. Вскоре, однако, жители Линкольна обратились к королю с жалобой на притеснения со стороны Ранульфа и сообщили, что поскольку граф Честер не ожидает нападения, быстрые действия Стефана позволили бы ему вернуть контроль над Линкольном и захватить Ранульфа в плен. Этим предложением король не приминул воспользоваться. Уже 6 января 1141 г. королевская армия прибыла к Линкольну, без сопротивления заняла город и осадила замок. Ранульфу де Жернону удалось бежать, оставив в замке свою супругу Матильду Глостерскую.
Захват Линкольна немедленно отбросил Ранульфа де Жернона в лагерь сторонников императрицы Матильды. Он начал собирать новую армию в своих чеширских владениях и в Уэльсе и обратился за помощью к Роберту Глостерскому, лидеру партии императрицы. Переход крупнейшего магната Северной Англии на сторону Матильды резко усилил её позиции в Англии. Роберт Глостерский во главе отрядов приверженцев императрицы — рыцарей, чьи владения были конфискованы королём Стефаном, — двинулся к Линкольну. 1 февраля 1141 г. войска Ранульфа де Жернона и Роберта Глостерского подошли к городу.
Утром 2 февраля 1141 г. состоялось сражение при Линкольне. Войска Ранульфа де Жернона находились в центре и на правом фланге армии императрицы. Хотя атака слабовооружённых валлийских наёмников была остановлена королевской конницей, левое крыло армии, состоявшее из рыцарей Роберта Глостерского, наголову разгромило отряды графов Ричмонда, Норфолка, Вустера, Нортгемптона и Суррея, а затем ударило в тыл армии Стефана Блуаского. Победа была полной, а сам король взят в плен.

### Участие в военных действиях в 1141—1149 гг.

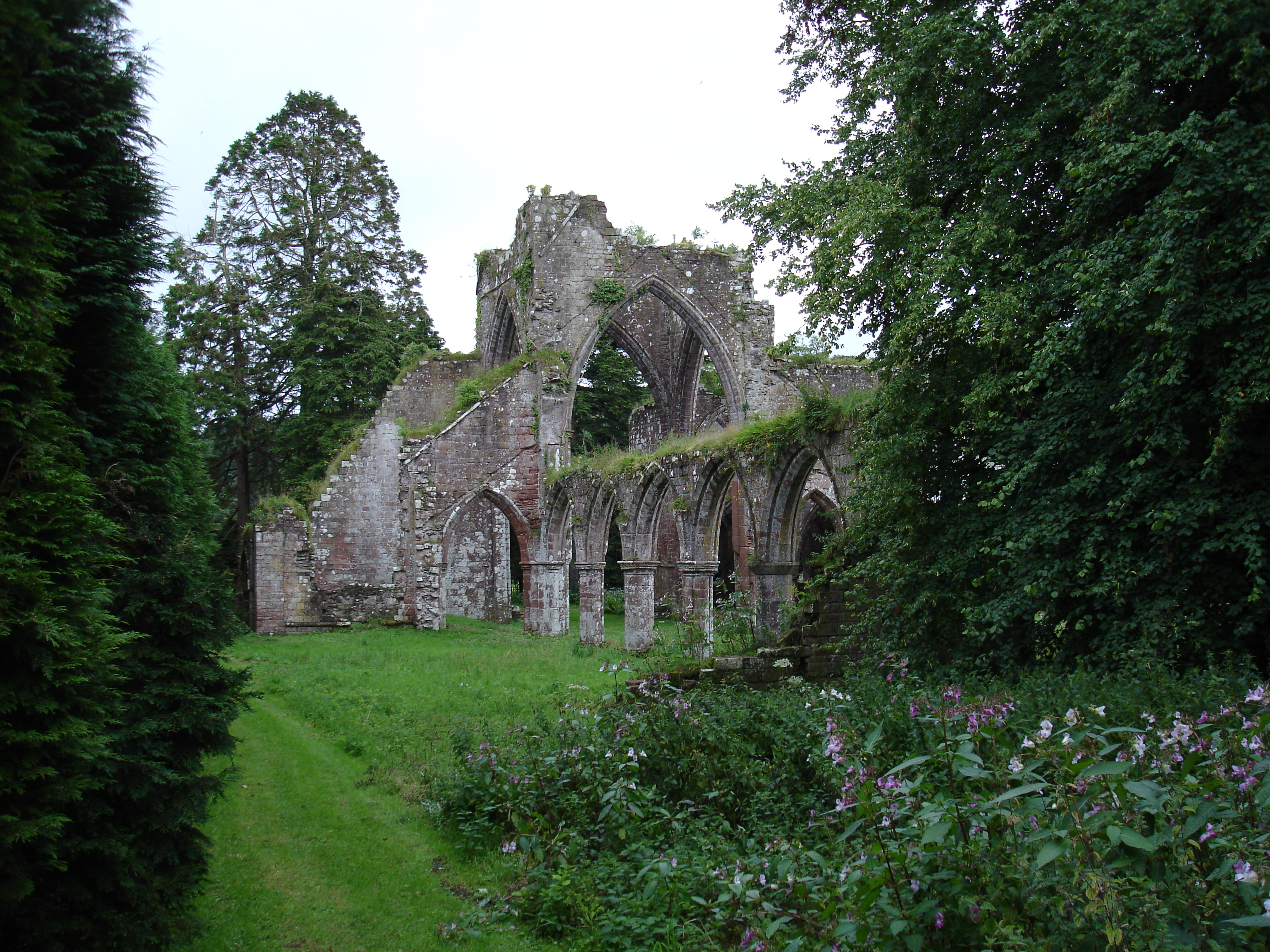
Руины аббатства Кальдер, основанного Ранульфом де Жерноном в 1135/1142 гг.

Воспользовавшись победой, Ранульф де Жернон немедленно захватил замки Алена Чёрного, графа Ричмонда, в североанглийских графствах. Попытка последнего оказать сопротивление потерпела крах: Ален Чёрный был пленён, закован в кандалы и был вынужден принести оммаж графу Честера. Тем временем императрица Матильда организовала своё избрание королевой Англии и вступила в Лондон. Однако её правление оказалось недолгим: восстание лондонцев и эффективные действия сторонников короля Стефана заставили императрицу бежать из города. В сентябре 1141 г. армия императрицы, в составе которой находился и отряд Ранульфа де Жернона, осадила Винчестер, но была разбита подошедшими королевскими войсками Вильгельма Ипрского. Ранульфу и императрице удалось бежать, а Роберт Глостерский попал в плен. В обмен на освобождение лидера своей партии Матильда была вынуждена освободить короля Стефана.
В течение последующих лет военные действия между сторонниками Матильды и Стефана развивались с переменным успехом. В 1144 г. король вновь осадил Линкольн, к тому времени вновь вернувшийся под власть Ранульфа де Жернона, но потерпел поражение и отступил. Однако уже в следующем году Ранульф отошёл от поддержки императрицы и перешёл на сторону короля. Вероятно, это было связано с желанием графа добиться возвращения ему Камберленда и Ланкашира, находившихся с 1139 года под контролем шотландского короля Давида I, одного из лидеров партии Матильды. Кроме того, на решение Ранульфа возможно повлияла активизация валлийского сопротивления англонормандским баронам марки и участившиеся набеги валлийцев на земли графа. С другой стороны, переход на сторону Стефана повлек за собой конфискацию нормандских владений Ранульфа: к 1145 году вся Нормандия была завоёвана Жоффруа Плантагенетом, супругом императрицы. Это однако не остановило графа: по соглашению с королём, заключённым в конце 1145 или начале 1146 г., Ранульф принёс клятву верности Стефану и получил от него подтверждение своей власти над Линкольном до тех пор, пока не будут отвоёваны нормандские земли Ранульфа. Уже в 1146 году отряды графа Честера участвовали на стороне короля в военных действиях против Роберта Глостерского и императрицы: рыцари Ранульфа помогли Стефану захватить замок Бедфорд и организовать осаду Уоллингфорда.
Тем не менее отношения между королём и графом Честером оставались напряжёнными. Возможно этому способствовали более близкие к королю граф Ричмонд, граф Арундел и некоторые другие дворяне, недовольные примирением Стефана с Ранульфом, который продолжал удерживать часть их земель в северных графствах. В 1146 году в Нортгемптоне Ранульф де Жернон был обвинён в государственной измене и заключён под стражу. Лишь после того, как граф пообещал Стефану вернуть все королевские земли и замки, захваченные за годы феодальной анархии, в том числе и Линкольн, Ранульф получил свободу. Вернувшись в Чешир, граф немедленно поднял восстание. Он попытался взять штурмом Ковентри и Линкольн, но потерпел поражение. Тем не менее граф продолжил боевые действия, разоряя земли короля и его сторонников. Особенно сильно от набегов Ранульфа пострадал, очевидно, Уорикшир: по окончании гражданской войны Уорикшир, находящийся в стороне от основного театра военных действий, получил наибольшую среди английских графств скидку в сумме уплачиваемых налогов. В 1149 году Ранульф совместно с шотландцами и молодым принцем Генрихом, сыном императрицы и Жоффруа Плантагенета, попытался организовать поход на Йорк. Однако на подступах к городу их войска были остановлены. Затем граф Честер вновь атаковал Линкольн, впрочем тоже без особого успеха.

### Политика в своих владениях и смерть Ранульфа
Пользуясь слабостью центральной власти в период гражданской войны, Ранульф де Жернон фактически создал из своих владений от Чешира до Линкольна полунезависимое княжество. Известно, что он по своему усмотрению распоряжался поступлениями от налогов и других доходов, причитающихся королю. Очевидно, что на землях графа не действовали королевские суды и администрация. В этом отношении Ранульф де Жернон представляет классический пример английского барона эпохи феодальной анархии, как описывал Вильям Ньюбургский в своей «Истории Англии»:
В некоторых провинциях были возведены многочисленные замки, и теперь в Англии существовало, в какой-то степени, много королей, или вернее, тиранов, которыми и являлись на деле хозяева замков. Каждый чеканил свою собственную монету и обладал властью, схожей с королевской, диктуя зависимым от себя свой собственный закон. Все соперничали друг с другом, одни были не способны выносить власть вышестоящих, другие относились с презрением даже к равным. Их смертоносная вражда заполняла грабежами и пожарами всю страну до самых далеких уголков, и страна, которая в последнее время отличалась наибольшим изобилием, теперь была почти лишена хлеба.
.
Яркой иллюстрацией самовластия баронов в это период является договор, заключённый, очевидно, после 1149 г., между Ранульфом де Жерноном, и Робертом де Бомоном, графом Лестером. Это соглашение устанавливало взаимные обязательства двух крупнейших баронов северной части Средней Англии, направленные на поддержание порядка в их владениях и разграничение сфер влияния, при этом в договоре отсутствовало упоминание о короле: интересы центральной власти полностью игнорировались.
В 1149 году Ранульфу де Жернону удалось урегулировать свой спор с королём Шотландии: последний отказался в пользу графа Честера от претензий на территорию Ланкашира южнее Риббля, а Ранульф признал Камберленд с Карлайлом владением Генриха Шотландского. Права графа Честера на Ланкашир, а также Стаффордшир, были подтверждены Генрихом Плантагенетом в 1153 году, когда тот вновь высадился в Англии. В этой последней кампании гражданской войны Ранульф де Жернон выступал на стороне анжуйцев. В ноябре 1153 г. между королём Стефаном и Генрихом Плантагенетом был наконец согласован мирный договор, в котором Генрих был признан наследником английской короны, а приверженцы обоих политических партий получали амнистию и подтверждение своих владений. По какой-то причине, однако, этот договор не содержал подтверждения прав Ранульфа на Ланкашир. Спустя несколько недель после достижения соглашения, 16 декабря 1153 году граф Честер скончался, возможно будучи отравленным. Его сын и наследник Гуго де Кевельок унаследовал титул графа и земли своего отца по состоянию на 1135 год, тогда как все приобретения Ранульфа в период феодальной анархии были возвращены короне либо их бывшим владельцам.

## Брак и дети
Ранульф де Жернон был женат (1141) на Матильде Глостерской (ум. 1189), дочери Роберта, 1-го графа Глостера и внучке Генриха I, короля Англии. Их дети:
- Гуго де Кевельок (1147—1181), граф Честер, виконт д'Авранш и виконт де Байё (c 1153), женат (1169) на Бертраде де Мофор (1155—1227), дочери Симона III де Монфор, графа д’Эврё;
- Ричард (ум. 1170/1175);
- Беатриса, замужем за Раулем де Мальпа.